# Ville Koistinen
Ville Koistinen, född 17 juni 1982 i Uleåborg, Finland, är en ishockeyback. 
Efter att ha spelat sex säsonger för Tammerfors-klubben Ilves i FM-ligan lämnade han inför säsongen 2006/2007 hemlandet för spel i Nashville Predators. Inför säsongen 2009/2010 gick Koistinen över till Florida Panthers där han fick varva spel i högsta ligan med matcher i Panthers farmarlag Rochester Americans. I november 2010 skrev han på för Skellefteå AIK i svenska Elitserien.